# Асака-но-мия Ясухико
Принц Ясухико из линии Асака (яп. 朝香宮 鳩彦王 Асака-но-мия Ясухико синно:, 20 октября 1887 — 12 апреля 1981) — представитель одной из младших ветвей Японской императорской фамилии, командовавший войсками во время взятия Нанкина в 1937 году во время Японо-китайской войны. Был причастен к последовавшим затем военным преступлениям, но никогда не был за это осуждён.

## Биография

### Молодые годы
Принц Ясухико родился в 1887 году в Киото, он был 17-м ребёнком (8-м сыном) принца Асахико из линии Куни. Асахико был сыном принца Кунииэ (1802—1875), который являлся главой линии Фусими — одной из четырёх ветвей Японской императорской фамилии, имевших право претендовать на трон в случае угасания основной ветви. Сводный брат Ясухико — принц Куниёси из линии Куни — стал отцом принцессы Нагако, будущей жены императора Сёва.

### Семья и дети
3 ноября 1906 года император Мэйдзи даровал принцу Ясухико титул «Асака-но-мия» с правом образования новой ветви императорской фамилии. 6 мая 1909 года принц Ясухико женился на принцессе Нобуко, восьмой дочери императора Мэйдзи. У них было четверо детей:
- Принцесса Кикуко (紀久子, 12 сентября 1911 — 12 февраля 1989), в 1931 году её мужем стал маркиз Набэсима Наоясу.
- Принц Такахико (孚彦, 8 октября 1912 — 5 мая 1994), женился на Тодо Тикако, 5-й дочери графа Тодо Такацугу.
- Принц Тадахико (正彦, 4 января 1914 — январь 1944), отказался от членства в императорской фамилии и стал в 1936 году маркизом Отова, погиб во время обороны Кваджелейна.
- Принцесса Киёко (湛子, 2 августа 1919 — 1 августа 2019), вышла замуж за графа Огю Ёсиацу.

### Военная карьера
В 1908 году принц Ясухико закончил обучение в Рикугун сикан гакко и получил звание второго лейтенанта. В 1912 он стал капитаном, в 1917 — майором, в 1922 — подполковником.
В 1920—1923 годах принц Ясухико обучался в Особой военной школе в Сен-Сире (Франция) вместе с братом Нарухико и двоюродным братом Нарухисой. Однако 1 апреля 1923 года он серьёзно пострадал в автомобильной аварии в пригороде Парижа, в которой погиб Нарухиса, и остался после этого хромым на всю жизнь. Для ухода за ним во Францию прибыла его жена. В 1925 году они через США вернулись в Японию. За этот период они примкнули к направлению «ар-деко», и по возвращении домой Ясухико выстроил себе в Токио новую усадьбу в стиле ар-деко, законченную в 1933 году.
В 1926 году принц Ясухико получил звание полковника, а в 1930 — генерал-майора и стал инструктором в Рикугун дайгакко. В 1933 году он получил звание генерал-лейтенанта и принял командование над дивизией Императорской гвардии. В декабре 1935 года он стал членом Высшего военного совета, что дало ему большое влияние на императора Хирохито. Однако во время инцидента 26 февраля он стал давить на императора, чтобы тот принял требования путчистов и заменил премьер-министра Окаду на Хироту. Это привело к его отдалению от императора, и в 1937 году он был откомандирован в штаб Центрально-Китайского фронта, под командование генерала Мацуи.
В ноябре 1937 года, в связи с болезнью Мацуи, принц Ясухико стал временным командующим японскими войсками, наступающими на Нанкин, и, скорее всего, именно он отдал приказ «убить всех пленных», положивший начало «нанкинской резне»; во всяком случае он, будучи командующим, не сделал никаких распоряжений об остановке насилия. Широкий международный резонанс, вызванный этими событиями, вынудил японское правительство сместить руководящий состав участвовавших в них войск, и в феврале 1938 года принц Ясухико был отозван в Японию, тем не менее, он до конца войны оставался членом Высшего военного совета. В августе 1939 года принц Ясухико получил звание генерала, однако войсками он больше не командовал. Ближе к концу войны он стал участником заговора, который в июле 1944 года после падения Сайпана привёл к смещению Тодзио.
1 мая 1946 года Главнокомандующий союзными оккупационными войсками начал расследование относительно причастности принца Ясухико к японским военным преступлениям в Нанкине, однако генерал Макартур решил предоставить иммунитет всем членам императорской фамилии. Поэтому принц Ясухико не был привлечен к ответственности на Токийском процессе над японскими военными преступниками.

### Послевоенная жизнь
14 октября 1947 года принц Ясухико и его дети стали обычными гражданами, так как американские оккупационные власти решили оставить статус принадлежности к императорской фамилии лишь за императором Хирохито и его потомками. В связи с тем, что Ясухико и его дети были офицерами императорской армии, им было запрещено заниматься политической или общественной деятельностью. Резиденция в стиле ар-деко была конфискована правительством, и теперь там размещается Токийский столичный музей искусств «Тэйэн».
Бывший принц Ясухико переехал в Атами и 18 декабря 1951 года принял католицизм. Он проводил время играя в гольф, и в 1950-х годах принял участие в проектировании полей для гольфа.
Бывший принц Ясухико скончался 13 апреля 1981 года в своём доме в Атами в возрасте 93 лет.

## Награды
- 3.11.1907 —  орден Цветов павловнии[1]
- 31.10.1917 — орден Хризантемы[2]
- 1.11.1920 —  медаль за кампанию 1914—1920 годов[3]
- 5.12.1930 —  медаль «В ознаменование восстановления имперской столицы»[4]
- 15.08.1940 — медаль «В честь 2600 летия Японской империи»[5]
- 4.04.1942 —  орден Золотого коршуна 1 степень[6]

## В культуре
- Является одним из персонажей фильма «Йон Рабе».

## Фотогалерея

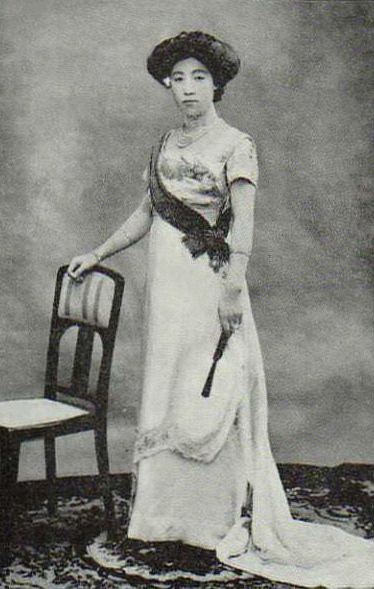
Принцесса Нобуко, жена Ясухико
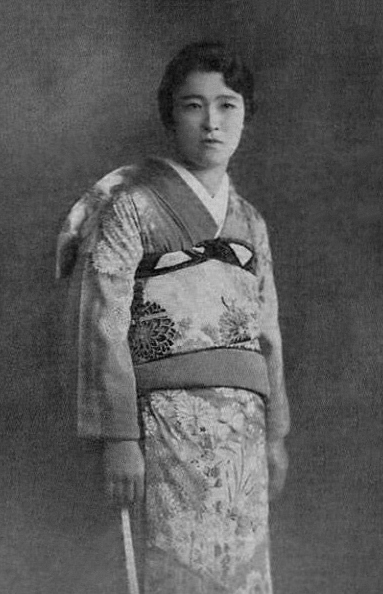
Принцесса Кикуко, старшая дочь
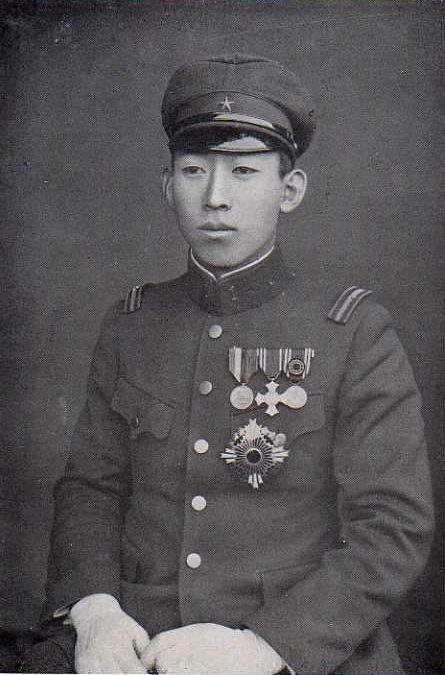
Принц Такахито, сын и наследник
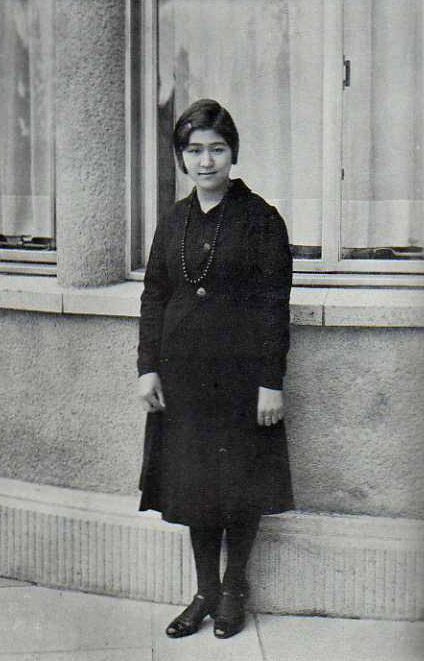
Принцесса Киёко, младшая дочь